# Dix-neuvième circonscription de Paris de 1958 à 1986
Pour les articles homonymes, voir Dix-neuvième circonscription de Paris de 1988 à 2012.
De 1958 à 1986, la dix-neuvième circonscription législative de Paris recouvrait deux quartiers du 15e arrondissement de la capitale : la totalité de Javel et une partie de Grenelle (au sud du boulevard de Grenelle). Cette délimitation s'est appliquée aux sept premières législatures de la Cinquième République française. De 1958 à 1967, elle se confond avec la 19e circonscription de la Seine.

## Députés élus
| Législature | Début de mandat | Fin de mandat  | Député élu     |  | Parti politique | Observations                                                       |
| ----------- | --------------- | -------------- | -------------- |  | --------------- | ------------------------------------------------------------------ |
| Ire         | 9 décembre 1958 | 9 octobre 1962 | Claude Roux    |  | UNR             | mandat écourté à la suite d'une dissolution du général de Gaulle   |
| IIe         | 6 décembre 1962 | 2 avril 1967   | Claude Roux    |  | UNR             |                                                                    |
| IIIe        | 3 avril 1967    | 30 mai 1968    | Claude Roux    |  | UDR             | mandat écourté à la suite d'une dissolution du général de Gaulle   |
| IVe         | 11 juillet 1968 | 1er avril 1973 | Claude Roux    |  | UDR             |                                                                    |
| Ve          | 2 avril 1973    | 2 avril 1978   | Claude Roux    |  | UDR             |                                                                    |
| VIe         | 3 avril 1978    | 22 mai 1981    | Claude Roux    |  | RPR             | mandat écourté à la suite d'une dissolution de François Mitterrand |
| VIIe        | 2 juillet 1981  | 1er avril 1986 | Jacques Toubon |  | RPR             |                                                                    |

En 1985, le président de la République François Mitterrand changea le mode de scrutin des députés en établissant le scrutin proportionnel par département. Le nombre de députés du département de Paris fut ramené de 31 à 21 et les circonscriptions furent supprimées au profit du département.

## Évolution de la circonscription
En 1986, cette circonscription a été intégrée, avec une partie de la dix-huitième, dans la nouvelle « douzième circonscription ».

### Élections de 1958
| Candidat       | Candidat           | Parti          | Premier tour | Premier tour | Second tour | Second tour |  |
| Candidat       | Candidat           | Parti          | Voix         | %            | Voix        | %           |  |
| -------------- | ------------------ | -------------- | ------------ | ------------ | ----------- | ----------- |  |
|                | Claude Roux élu    | UNR            | 8 955        | 22,13        | 20 695      | 51,67       |  |
|                | André Moroni       | PCF            | 8 776        | 21,69        | 10 291      | 25,69       |  |
|                | Pierre Clostermann | CRR            | 6 263        | 15,48        | 9 052       | 22,6        |  |
|                | Jean Dannenmuller  | MRP            | 5 874        | 14,52        | Retrait     | Retrait     |  |
|                | René Menuet        | SFIO           | 4 064        | 10,04        | Retrait     | Retrait     |  |
|                | Louis Gidel        | MRP            | 4 012        | 9,92         | 16          | 0,04        |  |
|                | Jean Chauvin       | Modérés        | 1 922        | 4,75         |             |             |  |
|                | Édith Pivert       | Modérés        | 595          | 1,47         |             |             |  |
|                |                    |                |              |              |             |             |  |
| Inscrits       | Inscrits           | Inscrits       | 54 556       | 100,00       | 54 390      | 100,00      |  |
| Abstentions    | Abstentions        | Abstentions    | 13 175       | 24,15        | 13 585      | 24,98       |  |
| Votants        | Votants            | Votants        | 41 381       | 75,85        | 40 805      | 75,02       |  |
| Blancs et nuls | Blancs et nuls     | Blancs et nuls | 920          | 2,22         | 751         | 1,84        |  |
| Exprimés       | Exprimés           | Exprimés       | 40 461       | 97,78        | 40 054      | 98,16       |  |

Le suppléant de Claude Roux était Noël Le Guillou.

### Élections de 1962
| Candidat       | Candidat                  | Parti          | Premier tour | Premier tour | Second tour | Second tour |  |
| Candidat       | Candidat                  | Parti          | Voix         | %            | Voix        | %           |  |
| -------------- | ------------------------- | -------------- | ------------ | ------------ | ----------- | ----------- |  |
|                | Claude Roux sortant réélu | UNR-UDT        | 14 126       | 42,7         | 18 880      | 59,08       |  |
|                | André Moroni              | PCF            | 8 762        | 26,48        | 13 076      | 40,92       |  |
|                | Denis Baudouin            | CNIP           | 4 970        | 15,02        | Retrait     | Retrait     |  |
|                | Albert Gazier             | SFIO           | 3 966        | 11,99        | Retrait     | Retrait     |  |
|                | Jean Bloch                | Modérés        | 777          | 2,35         |             |             |  |
|                | Jean-François Le Petit    | Divers         | 483          | 1,46         |             |             |  |
|                |                           |                |              |              |             |             |  |
| Inscrits       | Inscrits                  | Inscrits       | 52 848       | 100,00       | 52 728      | 100,00      |  |
| Abstentions    | Abstentions               | Abstentions    | 19 134       | 36,21        | 18 521      | 35,13       |  |
| Votants        | Votants                   | Votants        | 33 714       | 63,79        | 34 207      | 64,87       |  |
| Blancs et nuls | Blancs et nuls            | Blancs et nuls | 630          | 1,87         | 2 251       | 6,58        |  |
| Exprimés       | Exprimés                  | Exprimés       | 33 084       | 98,13        | 31 956      | 93,42       |  |

La suppléant de Claude Roux était Colette Roux.

### Élections de 1967
| Candidat       | Candidat                  | Parti          | Premier tour | Premier tour | Second tour | Second tour |  |
| Candidat       | Candidat                  | Parti          | Voix         | %            | Voix        | %           |  |
| -------------- | ------------------------- | -------------- | ------------ | ------------ | ----------- | ----------- |  |
|                | Claude Roux sortant réélu | UD-Ve          | 16 646       | 43,52        | 19 158      | 55,48       |  |
|                | André Moroni              | PCF            | 8 891        | 23,25        | 15 375      | 44,52       |  |
|                | Claude Legros             | CD (PDM)       | 4 839        | 12,65        |             |             |  |
|                | René Menuet               | FGDS (SFIO)    | 4 557        | 11,91        |             |             |  |
|                | Claude Lavezzi            | PSU            | 2 059        | 5,38         |             |             |  |
|                | Robert Ruaux              | Modérés        | 776          | 2,03         |             |             |  |
|                | Yves Grenet               | Divers         | 480          | 1,25         |             |             |  |
|                |                           |                |              |              |             |             |  |
| Inscrits       | Inscrits                  | Inscrits       | 48 595       | 100,00       | 48 577      | 100,00      |  |
| Abstentions    | Abstentions               | Abstentions    | 9 693        | 19,95        | 12 029      | 24,76       |  |
| Votants        | Votants                   | Votants        | 38 902       | 80,05        | 36 548      | 75,24       |  |
| Blancs et nuls | Blancs et nuls            | Blancs et nuls | 654          | 1,68         | 2 015       | 5,51        |  |
| Exprimés       | Exprimés                  | Exprimés       | 38 248       | 98,32        | 34 533      | 94,49       |  |

André Barbazan, rédacteur en chef de Paris 15 était le suppléant de Claude Roux.

### Élections de 1968
| Candidat       | Candidat                  | Parti          | Premier tour | Premier tour | Second tour | Second tour |  |
| Candidat       | Candidat                  | Parti          | Voix         | %            | Voix        | %           |  |
| -------------- | ------------------------- | -------------- | ------------ | ------------ | ----------- | ----------- |  |
|                | Claude Roux sortant réélu | UDR (URP)      | 16 437       | 45,96        | 17 180      | 51,04       |  |
|                | André Moroni              | PCF            | 6 623        | 18,72        | 10 122      | 30,07       |  |
|                | Claude Legros             | CD (PDM)       | 6 283        | 17,57        | 6 358       | 18,89       |  |
|                | René Menuet               | FGDS (SFIO)    | 2 811        | 7,86         |             |             |  |
|                | Jacques Kergoat           | PSU            | 2 698        | 7,54         |             |             |  |
|                | Nadeyda Viet              | TD             | 518          | 1,45         |             |             |  |
|                |                           |                |              |              |             |             |  |
| Inscrits       | Inscrits                  | Inscrits       | 47 288       | 100,00       | 47 287      | 100,00      |  |
| Abstentions    | Abstentions               | Abstentions    | 11 273       | 23,84        | 13 295      | 28,12       |  |
| Votants        | Votants                   | Votants        | 36 015       | 76,16        | 33 992      | 71,88       |  |
| Blancs et nuls | Blancs et nuls            | Blancs et nuls | 255          | 0,71         | 332         | 0,98        |  |
| Exprimés       | Exprimés                  | Exprimés       | 35 760       | 99,29        | 33 660      | 99,02       |  |

André Barbazan était suppléant de Claude Roux.

### Élections de 1973
| Candidat       | Candidat                  | Parti          | Premier tour | Premier tour | Second tour | Second tour |  |
| Candidat       | Candidat                  | Parti          | Voix         | %            | Voix        | %           |  |
| -------------- | ------------------------- | -------------- | ------------ | ------------ | ----------- | ----------- |  |
|                | Claude Roux sortant réélu | UDR (URP)      | 13 288       | 37,57        | 19 231      | 56,81       |  |
|                | Roger Jarry               | MR             | 6 623        | 18,72        | 489         | 1,44        |  |
|                | Henri Derrien             | PCF            | 6 114        | 17,29        | 14 133      | 41,75       |  |
|                | Jean-François Reignier    | PS (UGSD)      | 5 968        | 16,87        | Retrait     | Retrait     |  |
|                | Christian Rollet          | PSU            | 1 767        | 5            |             |             |  |
|                | Thierry Rogister          | FN             | 948          | 2,68         |             |             |  |
|                | Roland Jo                 | LO             | 663          | 1,87         |             |             |  |
|                |                           |                |              |              |             |             |  |
| Inscrits       | Inscrits                  | Inscrits       | 45 150       | 100,00       | 45 139      | 100,00      |  |
| Abstentions    | Abstentions               | Abstentions    | 9 327        | 20,66        | 9 377       | 20,77       |  |
| Votants        | Votants                   | Votants        | 35 823       | 79,34        | 35 762      | 79,23       |  |
| Blancs et nuls | Blancs et nuls            | Blancs et nuls | 452          | 1,26         | 1 909       | 5,34        |  |
| Exprimés       | Exprimés                  | Exprimés       | 35 371       | 98,74        | 33 853      | 94,66       |  |

### Élections de 1978
| Candidat       | Candidat                  | Parti                   | Premier tour | Premier tour | Second tour | Second tour |  |
| Candidat       | Candidat                  | Parti                   | Voix         | %            | Voix        | %           |  |
| -------------- | ------------------------- | ----------------------- | ------------ | ------------ | ----------- | ----------- |  |
|                | Claude Roux sortant réélu | RPR                     | 13 882       | 36,44        | 23 199      | 60,72       |  |
|                | André-Marie Rocque        | PS                      | 7 432        | 19,51        | 15 010      | 39,28       |  |
|                | Alain Destrem             | UDF (PR)                | 6 851        | 17,98        | Retrait     | Retrait     |  |
|                | Henri Derrien             | PCF                     | 4 928        | 12,93        |             |             |  |
|                | Gisèle Halimi             | Divers gauche (Choisir) | 1 641        | 4,31         |             |             |  |
|                | Marie-Françoise Pirot     | PSU (FA)                | 1 250        | 3,28         |             |             |  |
|                | Jean-Paul Amiot           | Extrême droite (UFBS)   | 586          | 1,54         |             |             |  |
|                | Hélène Desvaux            | PFN                     | 376          | 0,99         |             |             |  |
|                | René Landes               | FN                      | 356          | 0,93         |             |             |  |
|                | Didier Lombard            | LO                      | 255          | 0,67         |             |             |  |
|                | Jacqueline Boutin         | LCR (PSPT)              | 254          | 0,67         |             |             |  |
|                | René Cario                | Divers droite (RUC)     | 223          | 0,59         |             |             |  |
|                | Martine Bernard           | Écologie 78             | 65           | 0,17         |             |             |  |
|                |                           |                         |              |              |             |             |  |
| Inscrits       | Inscrits                  | Inscrits                | 49 428       | 100,00       | 49 412      | 100,00      |  |
| Abstentions    | Abstentions               | Abstentions             | 10 885       | 22,02        | 10 380      | 21,01       |  |
| Votants        | Votants                   | Votants                 | 38 543       | 77,98        | 39 032      | 78,99       |  |
| Blancs et nuls | Blancs et nuls            | Blancs et nuls          | 444          | 1,15         | 823         | 2,11        |  |
| Exprimés       | Exprimés                  | Exprimés                | 38 099       | 98,85        | 38 209      | 97,89       |  |

Colette Roux était la suppléante de Claude Roux.

### Élections législatives de 1981
| Candidat       | Candidat            | Parti                | Premier tour | Premier tour | Second tour | Second tour |  |
| Candidat       | Candidat            | Parti                | Voix         | %            | Voix        | %           |  |
| -------------- | ------------------- | -------------------- | ------------ | ------------ | ----------- | ----------- |  |
|                | Jacques Toubon élu  | RPR (UNM)            | 13 436       | 42,12        | 18 642      | 58,10       |  |
|                | André-Marie Rocque  | PS                   | 9 692        | 30,38        | 13 444      | 41,90       |  |
|                | Claude Roux sortant | diss. RPR            | 3 502        | 10,98        |             |             |  |
|                | Henri Derrien       | PCF                  | 2 112        | 6,62         |             |             |  |
|                | Paul Imbert         | MÉP                  | 952          | 2,98         |             |             |  |
|                | François Parion     | Divers droite        | 878          | 2,75         |             |             |  |
|                | Marie Relandeau     | PSU                  | 499          | 1,56         |             |             |  |
|                | Claude Jenouvrie    | MRG                  | 433          | 1,35         |             |             |  |
|                | L. Jugie            | FN                   | 277          | 0,87         |             |             |  |
|                | Christian Mouquet   | Extrême droite (PFN) | 115          | 0,36         |             |             |  |
|                |                     |                      |              |              |             |             |  |
| Inscrits       | Inscrits            | Inscrits             | 47 519       | 100,00       | 47 519      | 100,00      |  |
| Abstentions    | Abstentions         | Abstentions          | 15 428       | 32,47        | 14 980      | 31,52       |  |
| Votants        | Votants             | Votants              | 32 091       | 67,53        | 32 539      | 68,48       |  |
| Blancs et nuls | Blancs et nuls      | Blancs et nuls       | 195          | 0,61         | 453         | 1,39        |  |
| Exprimés       | Exprimés            | Exprimés             | 31 896       | 99,39        | 32 086      | 98,61       |  |